# Lafoensia pacari
Espèce
Classification phylogénétique
Statut de conservation UICN

 LC  : Préoccupation mineure
Lafoensia pacari est une espèce de plantes à fleurs de la famille des Lythraceae. C'est un arbre originaire du Brésil et du Paraguay.